# Die Drei von der Feuerwache
Die Drei von der Feuerwache ist eine US-amerikanische Filmkomödie aus dem Jahr 1930 von Benjamin Stoloff mit Ted Healy und Charles Winninger in den Hauptrollen.

## Handlung
Ted ist ein Verkäufer im Kostümladen von Otto Schmidt. Er verbringt seine Zeit gerne in der Feuerwache, wo seine Kumpels Harry, Larry und Shemp als Feuerwehrmänner arbeiten. Der alte Schmidt verbringt mehr Zeit damit, verrückte Erfindungen zu entwickeln,  als sich um sein Geschäft zu kümmern. Infolgedessen geht er bankrott und sein Unternehmen wird von seinen Gläubigern übernommen, die den  jungen Richard Carlson mit der Leitung des Unternehmens beauftragen. Carlson verliebt sich sofort in Schmidts Nichte Louise, die ihn jedoch abweist.
In der Zwischenzeit will General Avocado eine Revolution in dem Kleinstaat San Stevedore anzetteln. Er sucht das Kostümgeschäft auf, um Uniformen zu bestellen. Seine Armee flieht jedoch erschrocken ohne zu zahlen, als sie das Geräusch eines Kindes hören, das einen Spielzeugballon platzen lässt. Ted seinerseits schließt einen Vertrag mit der Feuerwehr ab, um Kostüme für den Feuerwehrball zu liefern. Carlson möchte die widerspenstige Louise mitnehmen. Ted schmiedet den Plan, sich und Carlson gleich zu kostümieren und dann auf dem Ball die Plätze zu tauschen. Als Louise von dem Wechsel erfährt, rennt sie zurück zum Laden und schließt sich in ihrem Zimmer ein. Carlson verfolgt sie nach Hause und entzündet unwissentlich ein Feuer, während er versucht, sie zum Herauskommen zu überreden. Die Feuerwehrleute treffen ein, um das Feuer zu löschen. Mit der Hilfe einer unerwartet funktionierenden Erfindung des alten Schmidt wird der Brand gelöscht, Louise und Carlson werden ein Paar.

## Hintergrund
Der Film war das Leinwanddebüt des Bühnenkomikers Ted Healy. Auch die Komiker Shemp und Moe Howard sowie Larry Fine und Fred Sanborn, die zuvor mit Healy zusammenarbeiteten, spielten erstmals vor der Kamera. Die Howards und Fine bildeten später die Komikertruppe The Three Stooges.

## Synchronisation
Die deutsche Synchronfassung entstand 2011 im Auftrag der SDI Media Germany GmbH unter der Dialogregie von Sven Plate, der auch das Dialogbuch verfasste.
| Rolle                | Schauspieler      | Deutscher Synchronsprecher |
| -------------------- | ----------------- | -------------------------- |
| Ted                  | Ted Healy         | Uwe Büschken               |
| Otto Schmidt         | Charles Winninger | Bodo Wolf                  |
| Queenie              | Frances McCoy     | Daniela Reidies            |
| Gus Klein            | George Bickel     | Rainer Gerlach             |
| Louise               | Lucile Browne     | Luisa Wietzorek            |
| Shemp                | Shemp Howard      | Karlo Hackenberger         |
| Richard Carlson      | Stanley Smith     | Gerrit Schmidt-Foß         |
| Harry                | Moe Howard        | Robin Kahnmeyer            |
| Larry                | Larry Fine        | Rainer Fritzsche           |
| Ferguson             | William H. Tooker | Peter Reinhardt            |
| dicker Gast im Diner | Mack Swain        | Horst Lampe                |

Anmerkung: Die kursiv geschriebenen Namen sind Rollen und Darsteller, die nicht im Abspann erwähnt wurden.

## Veröffentlichung
Die Premiere des Films fand am 28. September 1930 statt. In der Bundesrepublik Deutschland erschien er am 16. März 2012 auf DVD.

## Kritiken
Der Filmkritiken-Aggregator Rotten Tomatoes hat in einer Auswertung ein Publikumsergebnis von 45 Prozent positiver Bewertungen ermittelt.
In der Internet-Filmdatenbank liegt das Ranking bei 5,7/10 Sternen.